# Polyplectropus monticola
Polyplectropus monticola är en nattsländeart som beskrevs 1930 av Georg Ulmer. Arten ingår i släktet Polyplectropus och familjen fångstnätnattsländor. Den förekommer i södra Asien och inga underarter finns listade i Catalogue of Life.